# Jonah Hauer-King
Jonah Hauer-King est un acteur britannique et américain, né le 30 mai 1995 à Londres.
Il se fait connaître grâce à la série World on Fire et au cinéma This Is the Night de James DeMonaco et La Petite Sirène de Rob Marshall.

## Biographie

### Jeunesse et formation
Jonah Hauer-King naît en mai 1995 dans le quartier de Westminster, à Londres. Sa mère, Debra Hauer, est productrice de théâtre et thérapeute américaine et son père, Jeremy King, restaurateur londonien réputé,,. Sa sœur, Margot Hauer-King, est l'une des dirigeantes de la start-up du numérique BeenThereDoneThat et est la compagne de l'acteur Josh O'Connor,. Sa famille maternelle est originaire de Pologne et a immigré au Canada puis en Californie. Il est élevé dans la religion juive,.
Il assiste aux cours à St John's College de Cambridge, où il obtient le diplôme de première classe en étude de théologie et religieux,.

### Carrière
En 2014, il apparaît dans les courts métrages 'The Maiden de Daisy Bard et Blue d'Ani Laurie.
En 2017, il commence sa carrière d'acteur dans le long métrage The Last Photograph (en) de Danny Huston, qui est présenté en avant-première mondiale au Festival international du film d'Édimbourg. Même année, il est Laurie Lawrence dans la série télévisée Les Quatre Filles du docteur March (Little Women), sur BBC.
En 2018, il tient le rôle d'Andrius Aras dans le film Ashes in the Snow (en) de Marius A. Markevicius, aux côtés de Bel Powley. Même année, il incarne le rôle de David dans Postcards from London de Steve McLean.
En 2019, il interprète le rôle de Lucas dans L'Incroyable Aventure de Bella (A Dog's Way Home) de Charles Martin Smith. Même année, il apparaît dans le rôle de Dovidl dans le film dramatique The Song of Names de François Girard, ainsi qu’il apparaît dans la mini-série World on Fire.

## Filmographie

### Cinéma

#### Longs métrages
- 2017 : The Last Photograph (en) de Danny Huston : Luke Hammond
- 2018 : Caravage et moi (Postcards from London) de Steve McLean : David
- 2018 : Old Boys de Toby MacDonald : Winchester
- 2018 : Ashes in the Snow (en) de Marius A. Markevicius : Andrius Aras
- 2019 : L'Incroyable Aventure de Bella (A Dog's Way Home) de Charles Martin Smith : Lucas
- 2019 : Le Prodige inconnu (The Song of Names) de François Girard : Dovidl, âgé 17-23 ans
- 2021 : This Is the Night de James DeMonaco : Christian Dedea
- 2023 : La Petite Sirène (The Little Mermaid) de Rob Marshall : le prince Eric
- 2025 : Souviens-toi… l'été dernier (I Know What You Did Last Summer) de Jennifer Kaytin Robinson : Milo Griffin
- 2025 : A House of Dynamite de Kathryn Bigelow

#### Courts métrages
- 2014 : The Maiden de Daisy Bard : A. C.
- 2014 : Blue d'Ani Laurie : le clown cool
- 2015 : Holding on for a Good Time d'Ella Bishop : Johnnie
- 2016 : Regardez d'Eros Vlahos : Byron
- 2021 : Absence de Céline Ribard (voix off)

Prochainement
- 2023 : Fabio D'Andrea: One Small Step de Fabio D'Andrea : l'astronaute

### Télévision

#### Téléfilm
- 2019 : La Reine du crime présente : La Malédiction d'Ishtar (Agatha and the Curse of Ishtar) de Sam Yates : Max Mallowan

#### Séries télévisées
- 2017 : Howards End : Paul Wilcox (2 épisodes)
- 2017 : Les Quatre Filles du docteur March (Little Women) : Laurie Lawrence (3 épisodes)
- 2019 : World on Fire : Harry Chase (mini-série, 7 épisodes)
- 2022 : The Flatshare : Mo
- 2024 : Le Tatoueur d'Auschwitz (The Tattooist of Auschwitz) : Lali Sokolov, jeune (mini-série, 6 épisodes)

- 2025 : Doctor Who : Conrad Clark